# Karl Cropp
Karl Wilhelm Cropp (* 10. Februar 1830 in Hamburg; † 18. Februar 1885 ebenda) war ein deutscher Jurist und Hamburger Senator.

## Leben
Cropp wurde als Sohn des Pastors Julius Cropp (1801–1868) und dessen Ehefrau Marianne Charlotte, geb. Brüel (1798–1843) in Hamburg geboren und studierte nach dem Besuch des Johanneums auf den Universitäten in Göttingen und Bonn Rechtswissenschaften. 1850 wurde er in Göttingen Mitglied der Burschenschaft Brunsviga. 1853 wurde er an der Georg-August-Universität Göttingen zum Dr. iur. promoviert. Am 21. November 1853 wurde Cropp in Hamburg als Advokat zugelassen, er war bis 1862 als solcher eingeschrieben. Octavio Schroeder nahm ihn als Associé in seine Sozietät auf.
1861 wurde er Mitglied des Ämtergerichts. Am 20. Januar 1862 wurde er für den in den Senat gewählten Friedrich Theodor Müller zum Senatssekretär berufen.
Am 26. Mai 1869 wurde Cropp für den zurückgetretenen Friedrich Theodor Müller in den Senat gewählt. Als Senatssekräter folgte ihm Friedrich Heinrich Geffcken nach. Mönckeberg charakterisierte Cropp als außerordentlich tüchtigen Arbeiter, der hauptsächlich als Referent für die verschiedenen schwierigen und fernliegenden Gegenstände (Viehseuchen, Nahrungsmittelfälschung, Phylloxera) sowie als Bearbeiter einzelner größerer Gesetze (Revision des Baupolizeigesetzes) und Mitglied der juristischen Kommission (u. a. bei den Einführungsgesetzen zu den Justizgesetzen) 1879 tätig gewesen war. Er baute die Behörde für Krankenversicherung auf und war deren erster Präses. Aufgrund dieser Tätigkeit erfreute sich Cropp auch großer Anerkennung seitens der Arbeiterschaft, wie Mönckeberg bemerkte. Cropp verstarb im Amt, sein Nachfolger wurde Johann Heinrich Burchard.
Karl Cropp war verheiratet mit Auguste Karoline Marie Pauline, geb. Genzmer (1835–1911).
Der Advokat Johann Friedrich August Cropp war sein Vetter.